# واين بورغس
واين بورغس (بالإنجليزية: Wayne Burgess)‏ هو دراج جنوب أفريقي، ولد في 1 سبتمبر 1971.

## وصلات خارجية
- واين بورغس على موقع إحصائيات الدراجات الإحترافية (الإنجليزية)
- واين بورغس على موقع أوليمبيديا (الإنجليزية)